# Fra Paalman

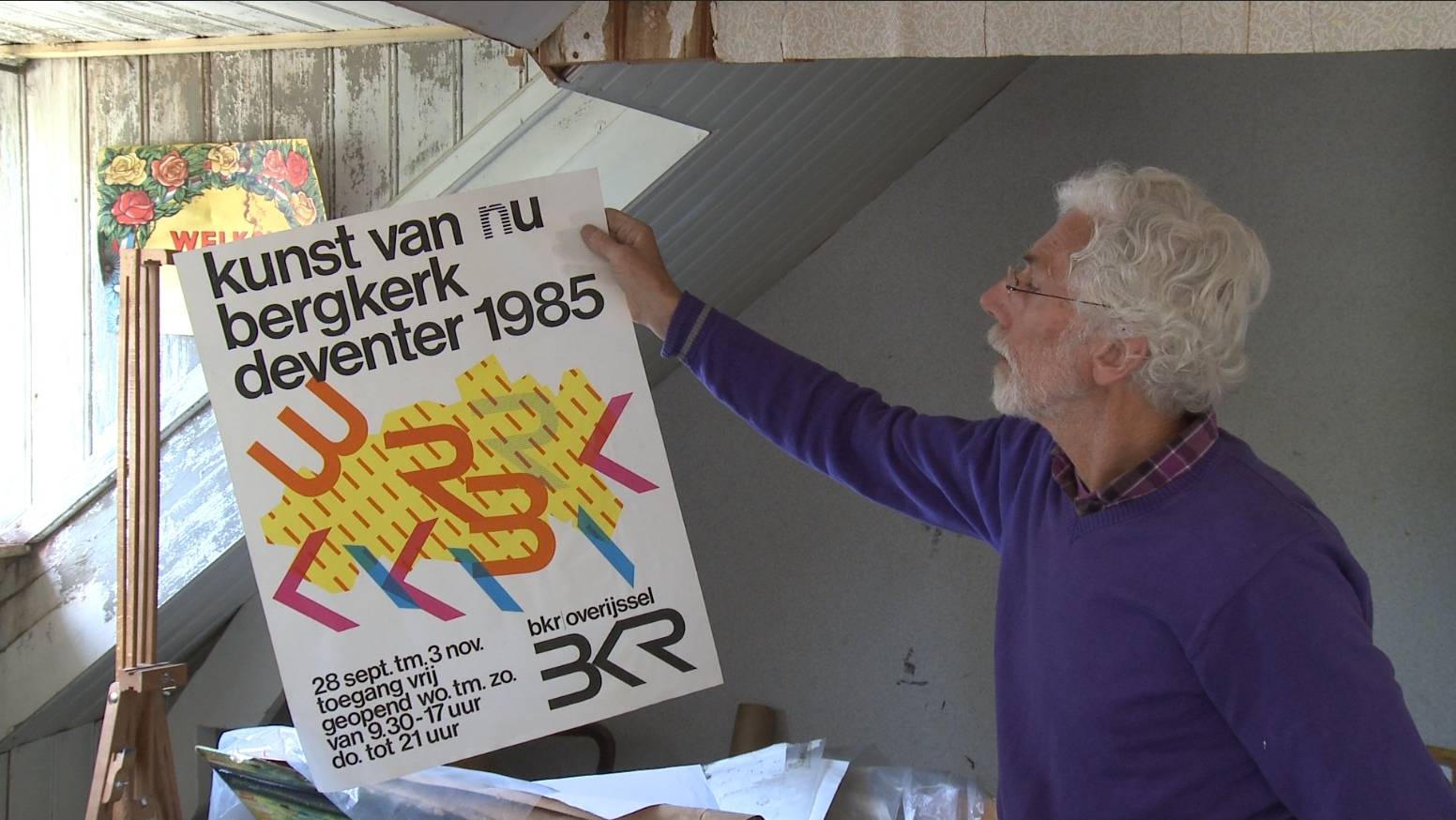
Fra Paalman in seinem Atelier mit einem von ihm entworfenen Plakatentwurf, 2015.

Fra Paalman (Euphrasius Franciscus Hendricus Paalman, Hengelo, 13. März 1945 – 10. April 2020) war ein niederländischer Grafikdesigner, bildender Künstler und Lehrer, der in Hengelo (Overijssel, Die Niederlande) lebte und arbeitete. Paalman entwarf unter anderem Buchumschläge, Broschüren, Poster, Vignetten und Corporate Identities. Als Grafiker fertigte er auch eigenständige Arbeiten an, insbesondere Radierungen, Siebdrucke und Monotypien. Zu seinem Œuvre gehören auch Fotografien, Collagen, Raumobjekte, Zeichnungen und Gemälde, denen er sich ab den 1990er Jahren verstärkt widmete. Dieses Werk reicht von Darstellungen alltäglicher Dinge, Porträts von Menschen, Tieren und Landschaften, Stadtvisionen und Kommentaren zu politischen Ereignissen bis hin zu konstruktivistischen Kompositionen und abstrakten Bildern. Die Arbeit hat oft etwas Befremdliches. Auch als Lehrer hat Paalman seine Vision, sein Wissen und seine Fähigkeiten durch Lehrprogramme, Kurse und Workshops an unzählige junge und alte Menschen weitergegeben.

## Vision und Stil
Paalman machte keinen grundsätzlichen Unterschied zwischen Design und Kunst, sondern sah verwandte Praktiken mit einer eigenen Art, Ideen auszudrücken. Für Paalman stand bei der Schaffung eines Werks ein wesentliches Bedürfnis oder eine Notwendigkeit, ob persönlich oder sozial, im Vordergrund, unabhängig von Routinen und Ansprüchen. Er hatte eine Abneigung gegen Prahlerei, institutionelle Interessen und finanziellen Gewinn. Dies hing mit seiner politischen Vision zusammen. Paalman war ein aktives Mitglied der Sozialistischen Partei. Einige seiner freien Werke, darunter Radierungen, Collagen und Gemälde, haben einen deutlich politischen Charakter, darunter solche mit Bezug zum Vietnamkrieg, zu Militärregimen in Lateinamerika und zum Golfkrieg, aber auch zu verschiedenen innenpolitischen Themen. Der Großteil seiner Arbeiten zeigt jedoch alltägliche Dinge, Situationen und Umgebungen, die in einem anderen Licht gesehen werden, manchmal dunkel und unheimlich, manchmal farbenfroh und erhebend, und lädt zum Nachdenken ein. Paalman interessierte sich besonders für die Beziehung zwischen Vergangenheit und Gegenwart, seine Arbeiten sind jedoch selten explizit historischer Natur. Ebenso interessierte er sich für kunsthistorische Strömungen, insbesondere für Konstruktivismus, Surrealismus, Dada, Fluxus und Pop Art. Eine bestimmte Bewegung war jedoch nie der Ausgangspunkt seiner Arbeit. Er bevorzugte das, was verborgen blieb oder als unwichtig galt, Veränderungen und Widersprüche. Er wechselte auch mühelos zwischen Abstraktion und Figuration sowie zwischen aufwändigen Zeichnungen und zufälligen „Drucken“.

## “Ag”
Fra Paalman war einer der Gründer und von 1988 bis 2013 Vorsitzender der Stichting Beeldende Kunst Ag in Hengelo. „Ag“ als chemisches Symbol für das Element Silber (Argentum) wurde aufgrund der Identität Hengelos als Metallstadt gewählt – obwohl später vermutet wurde, dass dies für Aktiengesellschaft oder Avantgarde stand. Die Gründung von Ag erfolgte gleichzeitig mit der Organisation der Manifestation „Kunst auf der Straße“, mit Kunst in öffentlichen Vitrinen, für die die Stiftung ein Vehikel war. Ag wollte aber auch einen dauerhaften Ausstellungsraum und konnte 1989 eine alte Mühle im Zentrum der Stadt nutzen. „De Molen“ wurde in der Euregio zu einem bekannten Namen. Zahlreiche niederländische und auch ausländische Künstler zeigten hier ihre Werke oder waren anderweitig beteiligt, darunter viele, die gerade ihr Kunststudium abgeschlossen hatten, insbesondere am AKI in Enschede, aber auch an anderen Akademien. Nachdem die Mühle Ende 1997 aufgegeben werden musste, erhielt Ag eine ehemalige Voliere im nahegelegenen Prins Bernhardplantsoen. Schließlich zogen sie 2006 in einen Pavillon des Rathauses, der in „Agterhuis“ umbenannt wurde. Neben der Organisation von Projekten, Ausstellungen und der Führung von Ausstellern, zusammen mit anderen Vorstandsmitgliedern, kümmerte sich Paalman auch um die grafische Gestaltung des Stiftung.